# Parafia Opatrzności Bożej w Inowrocławiu
Parafia pw. Opatrzności Bożej w Inowrocławiu - Mątwy jest jedną z 9 parafii w dekanacie inowrocławskim I.

## Rys historyczny
Parafia została utworzona w 1932 r. przez   kard. Augusta Hlonda. Kościół wybudowano na planie krzyża greckiego. Cmentarz pochodzi z tego samego okresu i znajduje się na ulicy Mątewskiej 7. Budynek konsekrowano w 1931 r. W czasie II wojny światowej kościół służył jako magazyn żywnościowy.

## Dokumenty
Księgi metrykalne: 
- ochrzczonych od 1932 roku
- małżeństw od 1932 roku
- zmarłych od 1932 roku

## Zasięg terytorialny parafii
Ulice Inowrocławia na obszarze parafii: Bagienna, Budowlana, Chemiczna, Dyngusowa, Gdyńska, Grzegorza, Fabryczna, Kwiatowa, Maćkowskiego, Makowa, Mątewska, Mikorzyńska, Modrakowa, Mostowa, Nizinna, Notecka, Objazdowa, Piękna, Pokojowa, Polna, Popowicka, Posadzego, Poznańska, Rąbińska, Rolna, Ruciana, Rumiankowa, Rzeczna, Skryta, Słoneczna, Sodowa, Staropoznańska, Torowa.
Miejscowości na obszarze parafii: Krusza Zamkowa, Przedbojewice, Tupadły (część).